# Фауна (божанство)
Фауна је римска рустикална богиња за коју се у различитим древним изворима каже да је жена, сестра,  или ћерка Фауна (римски Панов пандан).  Варон ју је сматрао женским панданом Фауна и рекао је да сви фауни имају пророчке моћи. Зову је и Фатуа или Фента Фауна.

## Име

### Етимологија
Име Фауна је женски облик латинског Фаунуса, божанства природе. Генерално се сматра да сам Фаун потиче од протоиталског *fawe или *fawono, коначно од протоиндоевропског *bʰh₂u-n (повољно).  Сходно томе, Жорж Думезил је превео њено име као „Повољна“. 
У свом концептуалном приступу римском божанству, Мајкл Липка види Фауна и Фауну као пример карактеристичне римске тенденције да се формирају родно комплементарни парови унутар сфере функционалности. Мушко-женске фигуре никада немају једнаку истакнутост, а чини се да је један партнер (не увек женски) направљен по узору на другог.  Осканска посвета са именом Fatuveís (= Fatui, генитив једнине), пронађена у Аеклануму у Ирпинији, указује да је концепт италски. 

### Античке интерпретације
Варон је објаснио улогу Фауна и Фауне као пророчких божанстава:
Фауни су богови Латина, тако да постоји и мушки Фаун и женска Фауна; постоји традиција да су говорили о (fari) будућим догађајима у шумовитим местима користећи стихове које зову "Сатурновци", па су тако названи "Фауни" од "говорити" (fando). 
Сервије поистовећује Фауна са Фатуклом и каже да је његова жена Фатуа или Фауна, изводећи имена као што је Варон урадио од fari, „говорити“, „јер могу да предвиде будућност“.  Ранохришћански писац Лактанције ју је назвао Fenta Fauna и рекао да је била и сестра и Фаунова жена; према Лактанцију, Фатуа је певала fata, "судбину", женама као што је Фаун певао мушкарцима.  Јустин је рекао да је Фатуа, Фаунова жена, „испуњена божанским духом, марљиво предвиђала будуће догађаје као у лудилу (furor)“, па је стога глагол за божански надахнут говор fatuari. 
Док је неколико етимолога у антици изводило имена Фауна и Фаун од fari, „говорити“, Макробије је сматрао да Фаунино име потиче од faveo, favere, „повлађивати, неговати“, „јер она негује све што је корисно за жива бића“.  Према Макробију, књиге Понтифика  третирају Бона Деа, Фауну, Опу и Фатуу као имена за исту богињу, Мају.

## Општа библиографија
- de Vaan, Michiel (2008). Etymological Dictionary of Latin and the other Italic Languages (на језику: енглески). Brill. ISBN 9789004167971.